# Thouarcé
Thouarcé és un municipi francès situat al departament de Maine i Loira i a la regió de País del Loira. L'any 2007 tenia 1.805 habitants.

## Demografia

### Població
El 2007 la població de fet de Thouarcé era de 1.805 persones. Hi havia 702 famílies de les quals 198 eren unipersonals (91 homes vivint sols i 107 dones vivint soles), 218 parelles sense fills, 250 parelles amb fills i 36 famílies monoparentals amb fills.
La població ha evolucionat segons el següent gràfic:
Habitants censats

### Habitatges
El 2007 hi havia 802 habitatges, 718 eren l'habitatge principal de la família, 37 eren segones residències i 47 estaven desocupats. 744 eren cases i 54 eren apartaments. Dels 718 habitatges principals, 479 estaven ocupats pels seus propietaris, 225 estaven llogats i ocupats pels llogaters i 14 estaven cedits a títol gratuït; 5 tenien una cambra, 51 en tenien dues, 126 en tenien tres, 179 en tenien quatre i 357 en tenien cinc o més. 583 habitatges disposaven pel capbaix d'una plaça de pàrquing. A 327 habitatges hi havia un automòbil i a 311 n'hi havia dos o més.

### Piràmide de població
La piràmide de població per edats i sexe el 2009 era:
| Homes | Edats   | Dones |
| ----- | ------- | ----- |
| 0     | 95 o +  | 4     |
| 4     | 90 a 94 | 32    |
| 24    | 85 a 89 | 12    |
| 4     | 80 a 84 | 24    |
| 20    | 75 a 79 | 48    |
| 40    | 70 a 74 | 56    |
| 52    | 65 a 69 | 48    |
| 40    | 60 a 64 | 48    |
| 20    | 55 a 59 | 28    |
| 24    | 50 a 54 | 40    |
| 48    | 45 a 49 | 32    |
| 64    | 40 a 44 | 60    |
| 60    | 35 a 39 | 52    |
| 56    | 30 a 34 | 76    |
| 52    | 25 a 29 | 60    |
| 40    | 20 a 24 | 28    |
| 60    | 15 a 19 | 84    |
| 52    | 10 a 14 | 76    |
| 76    | 5 a 9   | 68    |
| 64    | 0 a 4   | 28    |

## Economia
El 2007 la població en edat de treballar era de 1.056 persones, 787 eren actives i 269 eren inactives. De les 787 persones actives 733 estaven ocupades (402 homes i 331 dones) i 54 estaven aturades (18 homes i 36 dones). De les 269 persones inactives 88 estaven jubilades, 99 estaven estudiant i 82 estaven classificades com a «altres inactius».

### Ingressos
El 2009 a Thouarcé hi havia 724 unitats fiscals que integraven 1.786 persones, la mediana anual d'ingressos fiscals per persona era de 15.715,5 €.

### Activitats econòmiques
Dels 106 establiments que hi havia el 2007, 5 eren d'empreses alimentàries, 12 d'empreses de fabricació d'altres productes industrials, 9 d'empreses de construcció, 17 d'empreses de comerç i reparació d'automòbils, 5 d'empreses de transport, 5 d'empreses d'hostatgeria i restauració, 4 d'empreses financeres, 4 d'empreses immobiliàries, 13 d'empreses de serveis, 21 d'entitats de l'administració pública i 11 d'empreses classificades com a «altres activitats de serveis».
Dels 26 establiments de servei als particulars que hi havia el 2009, 1 era una oficina d'administració d'Hisenda pública, 1 gendarmeria, 1 oficina de correu, 4 oficines bancàries, 1 autoescola, 2 fusteries, 4 lampisteries, 1 electricista, 4 perruqueries, 1 veterinari, 2 restaurants, 1 agència immobiliària, 1 tintoreria i 2 salons de bellesa.
Dels 8 establiments comercials que hi havia el 2009, 1 era un supermercat, 2 fleques, 2 carnisseries, 1 una llibreria, 1 un drogueria i 1 una floristeria.
L'any 2000 a Thouarcé hi havia 56 explotacions agrícoles que ocupaven un total de 1.170 hectàrees.

## Equipaments sanitaris i escolars
El 2009 hi havia 1 farmàcia i 2 ambulàncies.
El 2009 hi havia 2 escoles elementals. Thouarcé disposava de 2 col·legis d'educació secundària amb 660 alumnes.

## Poblacions més properes
El següent diagrama mostra les poblacions més properes.